# Swissquote
Swissquote Group Holding Ltd — швейцарская банковская группа, специализирующаяся на предоставлении финансовых услуг в сфере торговли, инвестиционных решений и банковских услуг. Swissquote также предлагает услуги для независимых управляющих активами и финансовых учреждений. Её штаб-квартира находится в Гланде, Швейцария. Компания также располагает офисами в Цюрихе, Лондоне, Люксембурге, на Мальте, в Бухаресте, на Кипре, в Дубае, Сингапуре, Гонконге и Кейптауне с более чем 1217 сотрудниками в 2024 году. Акции Группы котируются на бирже SIX Swiss Exchange под тикером “SQN” с 29 мая 2000 года. Компания Swissquote Bank Ltd имеет банковскую лицензию, выданную её надзорным органом – Швейцарской службой по надзору за финансовыми рынками (FINMA), и является членом Ассоциации швейцарских банкиров (SBA).

## История

### Основание Marvel Communication SA (1990)
В 1990 году Марк Бёрки и Паоло Буцци основали компанию Marvel Communication SA, специализирующуюся на разработке программного обеспечения и веб-приложений для финансового сектора.

### Swissquote: бесплатная финансовая платформа (1996)
Компания Marvel Communication SA запустила финансовую платформу Swissquote, которая в 1996 году стала первой платформой, предоставившей бесплатный доступ ко всем ценным бумагам, торгуемым на Швейцарской фондовой бирже.

### Листинг Swissquote на фондовой бирже (2000)
29 мая 2000 года компания Swissquote вышла на биржу, разместив 410 000 именных акций общей стоимостью CHF 100 млн на бирже SIX Swiss Exchange под тикером “SQN”. В том же году компания получила банковскую лицензию.

### Выход на международные рынки (2001-2002)
В 2001 году Swissquote получила доступ к Швейцарской фондовой бирже (в то время SWX и Virt-X), американским фондовым биржам NYSE, NASDAQ и AMEX. В 2002 году после поглощения Consors (Switzerland) AG и перехода клиентской базы Skandia Bank Switzerland Swissquote расширила своё предложение, включив в него новые рынки, финансовые продукты и услуги.

### Партнёрства и этапы развития (2009–2016)
В 2009 году Swissquote создала кафедру количественных финансов в Швейцарском федеральном технологическом институте в Лозанне (EPFL) и запустила первые квантовые фонды компании. В 2010 году Swissquote сделала два значительных приобретения. В июне она приобрела Tradejet AG, информационную онлайн-платформу и брокера из Цюриха. Позже, в октябре, она приобрела ACM Advanced Currency Markets AG, расширив свою деятельность, включив в неё онлайн-торговлю на рынке Форекс. В мае 2012 года Swissquote расширила свои предложения за счёт Swiss Derivatives OTC Trading System (Swiss DOTS) в сотрудничестве с Goldman Sachs и UBS. Несколько лет спустя к ним присоединились дополнительные партнёры, в том числе Vontobel, BNP Paribas и Société Générale.
В феврале 2013 года Swissquote заключила партнёрское соглашение с Basellandschaftliche Kantonalbank для предоставления услуг онлайн-ипотечного кредитования. В сентябре того же года Swissquote расширила своё присутствие на международном рынке путём приобретения MIG Bank, ведущего форекс-брокера. В 2014 году Swissquote и PostFinance установили долгосрочное стратегическое партнёрство в сфере онлайн-торговли. С осени 2015 года Swissquote работала в качестве торговой платформы для PostFinance, обрабатывая заявки на фондовой бирже, размещаемые клиентами PostFinance в электронной торговле.
В январе 2015 года, после решения Швейцарского национального банка об отмене минимального обменного курса в CHF 1,20 за евро, Swissquote выделила резерв в размере CHF 25 млн, однако это не повлияло на прибыльность и устойчивость банка. 9 февраля 2015 года компания Swissquote Financial Services передала свою лицензию на инвестиционные услуги категории 3 Управлению по финансовым услугам Мальты.
В сентябре 2015 года компания запустила Themes Trading, новый тематический инвестиционный сервис, предоставляющий клиентам информацию для инвестирования в выявленные тенденции. В том же году Swissquote запустила приложение Apple TV, которое обеспечивает круглосуточное освещение финансовых новостей. Кроме того, вдохновлённые Pokémon GO, инженеры компании также разработали Swissquote GO, геолокализованную финансовую игру в Швейцарии.

### Переход на криптовалюты (2017)
В 2017 году Swissquote предлагала торговлю пятью криптовалютами (Bitcoin, Bitcoin Cash, Ether, Litecoin и Ripple).

### Развитие и новые банковские услуги (2018-2019)
В августе 2018 года Swissquote приобрела Internaxx Bank SA, базирующийся в Люксембурге, с примерно 12 000 клиентов и клиентскими активами в размере 2 млрд евро, получив доступ к европейскому рынку. После одобрения регулирующих органов, Европейского центрального банка и CSSF в Люксембурге, компания была переименована в Swissquote Bank Europe SA и стала полностью принадлежащей Swissquote Group организацией. Приобретение совпало с нормативными изменениями Европейского управления по ценным бумагам и рынкам, которые ограничили кредитное плечо для розничных брокеров и запретили маркетинг, распространение и продажу бинарных опционов, что косвенно принесло пользу бизнес-модели Swissquote.
В том же году Swissquote выпустила свою мультивалютную кредитную карту, которую можно было использовать для оплаты в 12 различных валютах без комиссии за конвертацию.
Swissquote поддерживает партнёрские отношения с крупнейшими финансовыми институтами, такими как Banque Pictet, UBS, BlackRock, Vontobel, HSBC, Zürcher Kantonalbank и другими, что позволяет её клиентам инвестировать в инвестиционные фонды.
С октября 2018 года Swissquote предлагает возможность покупать токены за швейцарские франки через свой счёт и хранить их, участвуя в первичных размещениях монет (ICO).
В 2019 году компания расширила своё присутствие в Азиатско-Тихоокеанском регионе, открыв Swissquote Singapore Pte.
В ноябре 2019 года Swissquote сообщила в управление по борьбе с отмыванием денег о подозрительных средствах на сумму 100 млн долларов от Blue Ocean Bank и Helin Group; затем швейцарские власти начали расследование, и Swissquote заблокировала средства.

### Запуск Yuh с PostFinance (2021)
7 апреля 2021 года в Швейцарии была основана компания Yuh Ltd. как совместное предприятие Swissquote Bank AG и PostFinance AG. Приложение Yuh было запущено, чтобы предоставить пользователям инструменты для оплаты, сбережения и инвестирования, предлагая такие опции, как акции, криптовалюты, тематические инвестиции и биржевые фонды (ETF), с упором на доступность для новичков.

### Последние разработки и стратегические партнёрства (2021-настоящее время)
С 1 января 2022 года LUKB (Luzerner Kantonalbank) стал эксклюзивным партнёром Swissquote по дистрибуции ипотечных кредитов.
В октябре 2022 года Swissquote запустила криптобиржу SQX и получила доступ к Дубайскому финансовому рынку. 11-12 ноября платформа подверглась масштабной DDoS-атаке и была отключена на значительное время.
С 2023 года Swissquote поддерживает южноафриканский проект Santé Solaire в рамках своей приверженности проектам устойчивого развития.
В марте 2023 года Swissquote в рамках своего предложения Themes Trading представила портфель Impact Investing. Этот портфель позволяет клиентам инвестировать в качественные акции, направляя 50% дивидендов на реальные проекты, такие как инициатива Solafrica по обеспечению солнечной энергией медицинского центра в Буркина-Фасо.
В мае 2023 года Swissquote объединилась с инвестиционной фирмой Stableton и Morningstar Indexes для запуска активно управляемого сертификата (AMC), ориентированного на швейцарских розничных инвесторов. AMC обеспечивает доступ к 20 выбранным компаниям-единорогам, определённым Morningstar. Позднее в том же году Swissquote представила новое инвестиционно-сберегательное решение для управления активами.
В ноябре 2023 года Swissquote представила сертификат Swiss Real Estate Certificate, которым управляет Finstoy — фирма по управлению активами из Лозанны с более чем десятилетним опытом. Этот сертификат позволяет инвесторам получить доступ к швейцарскому рынку недвижимости, инвестируя в портфель фондов недвижимости, владеющих объектами недвижимости исключительно в Швейцарии.
В октябре 2024 года Swissquote представила дробную торговлю акциями для розничных инвесторов и расширила сотрудничество с подразделением ценных бумаг BNP Paribas.

## Деятельность
Swissquote предоставляет ряд финансовых услуг, включая торговлю ценными бумагами, Forex и CFD, а также криптовалютами, обслуживая розничных инвесторов, институциональных и корпоративных клиентов. Компания также предлагает разнообразные инвестиционные и сберегательные решения, а также банковские услуги, такие как мультивалютные дебетовые карты и ипотечные кредиты.
Swissquote Group имеет десять организаций, авторизованных в различных юрисдикциях. Ключевые организации включают Swissquote Bank Ltd в Швейцарии, Swissquote MEA Ltd в Дубае, Swissquote Bank Europe Ltd в Люксембурге и Swissquote Capital Markets Ltd на Кипре. Дополнительные операции охватывают локации в Великобритании, на Мальте, в Сингапуре, Гонконге, Румынии и Южной Африке.
По состоянию на 31 декабря 2024 года Swissquote управляла клиентскими активами на сумму более CHF 76 млрд по более чем 650 000 частных и институциональных счетов. Компания сообщила об операционной выручке в размере CHF 664,3 млн, что на 25,1% больше, чем за предыдущий год. Прибыль до налогообложения выросла на 35,3% в годовом исчислении до CHF 345,6 млн, а чистая прибыль достигла рекордных CHF 294,2 млн. Примечательно, что чистая прибыль от криптоактивов выросла на 353,2% до CHF 85,5 млн, что составляет ориентировочно 13% от общей выручки Swissquote за этот период.

## Продукты
Swissquote предоставляет финансовые продукты и услуги частным лицам, компаниям и финансовым учреждениям.

### Розничные клиенты
Swissquote предлагает ряд услуг для частных лиц, включая торговлю, с доступом к акциям, ETF, облигациям, опционам, фьючерсам, структурным продуктам и эксклюзивным функциям, таким как Swiss DOTS и Themes Trading.
- Её криптовалютные сервисы предоставляют решения для торговли, хранения, кошельков и стейкинга цифровых активов[60].
- Торговля Forex и CFD поддерживается через фирменную платформу CFXD Swissquote и MetaTrader 4 и 5, включая Autochartist для торговых сигналов[61].
- Варианты банковских и сберегательных операций включают “Invest Easy” для управления портфелем[62], “3a Easy” для пенсионных накоплений, текущих счетов[63], дебетовых карт и ипотечных кредитов в партнёрстве с Luzerner Kantonalbank.
- Приложение Yuh, разработанное совместно с PostFinance, предоставляет инструменты для платежей, сбережений и инвестиций[64][65].

### Институциональные клиенты
Swissquote предоставляет ряд услуг для компаний и финансовых учреждений.
- Её торговые и брокерские предложения включают брокерские услуги с несколькими активами, глобальное хранение, структурные продукты, ломбардные кредиты, кредитование ценными бумагами и управление депозитарием.
- Услуги по валютному обмену и казначейству охватывают спотовую торговлю на рынке Форекс, свопы, форвардные контракты, торговлю с использованием заёмных средств, драгоценные металлы и трастовые инвестиции[66].
- Услуги Swissquote по цифровым активам включают торговлю криптовалютами, хранение, стейкинг, кредитование и работу собственной криптовалютной биржи SQX[60][67].
- Компания также предлагает технологические решения, такие как торговые площадки FX и API для бесшовной интеграции с торговыми платформами[68].

## Спонсорство
С января 2015 года по май 2021 года Swissquote был официальным партнёром Manchester United. Целью этого глобального партнёрства было сделать услуги банковской группы доступными для более широкой аудитории, поскольку у клуба более 650 млн поклонников по всему миру.
К 2020 году компания стала официальным спонсором швейцарского хоккейного клуба Genève-Servette HC (GSHC). В 2021 году она стала официальным спонсором ZSC Lions.
С 2021 года Swissquote является партнёром Лиги Европы УЕФА и Лиги конференций Европы УЕФА.
В декабре 2024 года Swissquote вместе со своим совместным предприятием Yuh были объявлены официальным национальным партнёром женского чемпионата Европы по футболу 2025 года, который пройдёт в Швейцарии.